# Гогал
Гогал (азерб. Qoğal) — блюдо азербайджанской кухни, мучное изделие в виде небольшого круга. Бывает двух типов: шор-гогал (солёный гогал) и ширин-гогал (сладкий гогал).
Тесто для любого гогала делают из муки, молока или воды, масла и других ингредиентов, добавляют в тесто дрожжи, сверху посыпают семенами (шор-гогалы — обычно маком, а ширин-гогал — кунжутом). Отличия двух типов заключаются в наборе ингредиентов для начинки изделия: в шор-гогалы добавляют начинку со специями (кардамон, перец и другие), а в ширин-гогал начинка сделана из муки, смешанной с куркумой и сахаром.
Приготовление гогала напрямую связано с народными праздниками — Ураза-байрам и Новруз-байрам и символизирует Солнце. На Новруз-байрам гогал обычно готовят с пахлавой, шекербурой и бадамбурой,  шор-гогал(солёный гогал) подают на праздничный стол.